# Filips Karel Frans van Arenberg
Filips Karel Frans van Arenberg (10 mei 1663 - Peterwardein, 25 augustus 1691) was een Zuid-Nederlands militair en hertog van Arenberg en Aarschot.
Hij was de oudste zoon van Karel Eugenius van Arenberg en Marie-Henriette de Cusance.
Op vijftienjarige leeftijd kreeg hij een eerste keer het bevel over een regiment. In 1684 werd hij ridder in de Orde van het Gulden Vlies.
In 1691 vervoegde hij het leger dat ten strijde trok tegen het Ottomaanse Rijk in de Grote Turkse Oorlog. Hij vocht aan het hoofd van een brigade in de bloedige Slag van Slankamen (19 augustus 1691). Hij kreeg hierbij een kogel in de borst; zes dagen later overleed hij aan deze verwonding.
Hij was in 1684 getrouwd met Marie-Henriette del Caretto de Savona y Grana (1671-1744), dochter van de toenmalige landvoogd Ottone Enrico del Carretto. Zij hadden als kinderen:
- Maria Anna (1689-1736), in 1707 getrouwd met Frans Egon de La Tour d'Auvergne, markies van Bergen-op-Zoom (1675-1710), en in 1712 met een zekere markies de Mezy uit Frankrijk.
- Leopold Filips van Arenberg (1690-1754)

## Voorouders
| Voorouders van Filips Karel Frans van Arenberg | Voorouders van Filips Karel Frans van Arenberg                                       | Voorouders van Filips Karel Frans van Arenberg                                       | Voorouders van Filips Karel Frans van Arenberg                                         | Voorouders van Filips Karel Frans van Arenberg                                         | Voorouders van Filips Karel Frans van Arenberg                                         | Voorouders van Filips Karel Frans van Arenberg                                         | Voorouders van Filips Karel Frans van Arenberg                                            | Voorouders van Filips Karel Frans van Arenberg                                            |
| ---------------------------------------------- | ------------------------------------------------------------------------------------ | ------------------------------------------------------------------------------------ | -------------------------------------------------------------------------------------- | -------------------------------------------------------------------------------------- | -------------------------------------------------------------------------------------- | -------------------------------------------------------------------------------------- | ----------------------------------------------------------------------------------------- | ----------------------------------------------------------------------------------------- |
| Overgrootouders                                | Karel van Arenberg (1550-1616) ∞ Anna van Croÿ-Chimay (1527-1599)                    | Karel van Arenberg (1550-1616) ∞ Anna van Croÿ-Chimay (1527-1599)                    | Karel II van Hohenzollern-Sigmaringen (1547-1606) ∞ Elisabeth van Pallandt (1567-1620) | Karel II van Hohenzollern-Sigmaringen (1547-1606) ∞ Elisabeth van Pallandt (1567-1620) | Eudalin Simon van Cusange (1550-1600) ∞ Beatrix van Vergy (1560-)                      | Eudalin Simon van Cusange (1550-1600) ∞ Beatrix van Vergy (1560-)                      | Johan IV Corsselaar van Wittem (-1588) ∞ Maria Margaretha de Merode-Westerloo (1560-1588) | Johan IV Corsselaar van Wittem (-1588) ∞ Maria Margaretha de Merode-Westerloo (1560-1588) |
| Grootouders                                    | Filips Karel van Arenberg (1587-1640) ∞ Maria Cleopha van Hohenzollern (1599-1685)   | Filips Karel van Arenberg (1587-1640) ∞ Maria Cleopha van Hohenzollern (1599-1685)   | Filips Karel van Arenberg (1587-1640) ∞ Maria Cleopha van Hohenzollern (1599-1685)     | Filips Karel van Arenberg (1587-1640) ∞ Maria Cleopha van Hohenzollern (1599-1685)     | Claude Frans van Cusange (1590-1633) ∞1612 Ernestine Corsselaar van Wittem (1590-1649) | Claude Frans van Cusange (1590-1633) ∞1612 Ernestine Corsselaar van Wittem (1590-1649) | Claude Frans van Cusange (1590-1633) ∞1612 Ernestine Corsselaar van Wittem (1590-1649)    | Claude Frans van Cusange (1590-1633) ∞1612 Ernestine Corsselaar van Wittem (1590-1649)    |
| Ouders                                         | Karel Eugenius van Arenberg (1633-1681 ∞ 1660 Marie-Henriette de Cusange (1599-1685) | Karel Eugenius van Arenberg (1633-1681 ∞ 1660 Marie-Henriette de Cusange (1599-1685) | Karel Eugenius van Arenberg (1633-1681 ∞ 1660 Marie-Henriette de Cusange (1599-1685)   | Karel Eugenius van Arenberg (1633-1681 ∞ 1660 Marie-Henriette de Cusange (1599-1685)   | Karel Eugenius van Arenberg (1633-1681 ∞ 1660 Marie-Henriette de Cusange (1599-1685)   | Karel Eugenius van Arenberg (1633-1681 ∞ 1660 Marie-Henriette de Cusange (1599-1685)   | Karel Eugenius van Arenberg (1633-1681 ∞ 1660 Marie-Henriette de Cusange (1599-1685)      | Karel Eugenius van Arenberg (1633-1681 ∞ 1660 Marie-Henriette de Cusange (1599-1685)      |
| Filips Karel Frans van Arenberg (1663-1691)    |                                                                                      |                                                                                      |                                                                                        |                                                                                        |                                                                                        |                                                                                        |                                                                                           |                                                                                           |